# (300027) 2006 UK98
(300027) 2006 UK98 es un asteroide perteneciente al cinturón de asteroides, descubierto el 18 de octubre de 2006 por el equipo del Spacewatch desde el Observatorio Nacional de Kitt Peak, Arizona, Estados Unidos.

## Designación y nombre
Designado provisionalmente como 2006 UK98.

## Características orbitales
2006 UK98 está situado a una distancia media del Sol de 2,989 ua, pudiendo alejarse hasta 3,235 ua y acercarse hasta 2,744 ua. Su excentricidad es 0,082 y la inclinación orbital 12,91 grados. Emplea 1888,05 días en completar una órbita alrededor del Sol.

## Características físicas
La magnitud absoluta de 2006 UK98 es 15,9.